# Cal Macià (Calafell)
Cal Macià és un edifici de Calafell (Baix Penedès) protegit com a bé cultural d'interès local.

## Descripció
Es tracta d'un immoble entre mitgeres, d'una sola crugia i planta de forma irregular, amb planta baixa, tres plantes pis i un àtic. La coberta és de dues vessants amb el carener paral·lel a la façana, la qual és orientada a sud. Una part de la coberta és plana i forma un terrat. A la planta baixa hi ha un portal d'arc carpanell, de pedra treballada amb la data 1867 a la clau. Al primer pis hi ha un balcó, al segon hi ha una finestra i un balcó i, al tercer, dues finestres. Les llosanes dels balcons són de pedra motllurada i les clavellineres de les finestres també de pedra tallada, tenen motius decoratius de tipus geomètric. Les obertures estan emmarcades per una faixa de secció rectangular. A la part superior de la façana hi ha una cornisa amb una canal feta amb elements de terrissa. La façana és arrebossada i pintada de colors terrosos. A l'interior de la planta baixa, a l'angle sud-oest, hi ha un pou. L'escala és situada a la paret central de la planta.
El sistema constructiu és de tipus tradicional amb murs de càrrega i sostres unidireccionals de bigues de fusta. La volta de l'escala és de rajola. La coberta és de bigues de fusta i teula àrab. Probablement els murs són de maçoneria unida amb morter de calç i les obertures de maó massís. El portal, les llosanes dels balcons i les clavellineres de les finestres són fetes amb pedra tallada d'origen local.